# 燙金

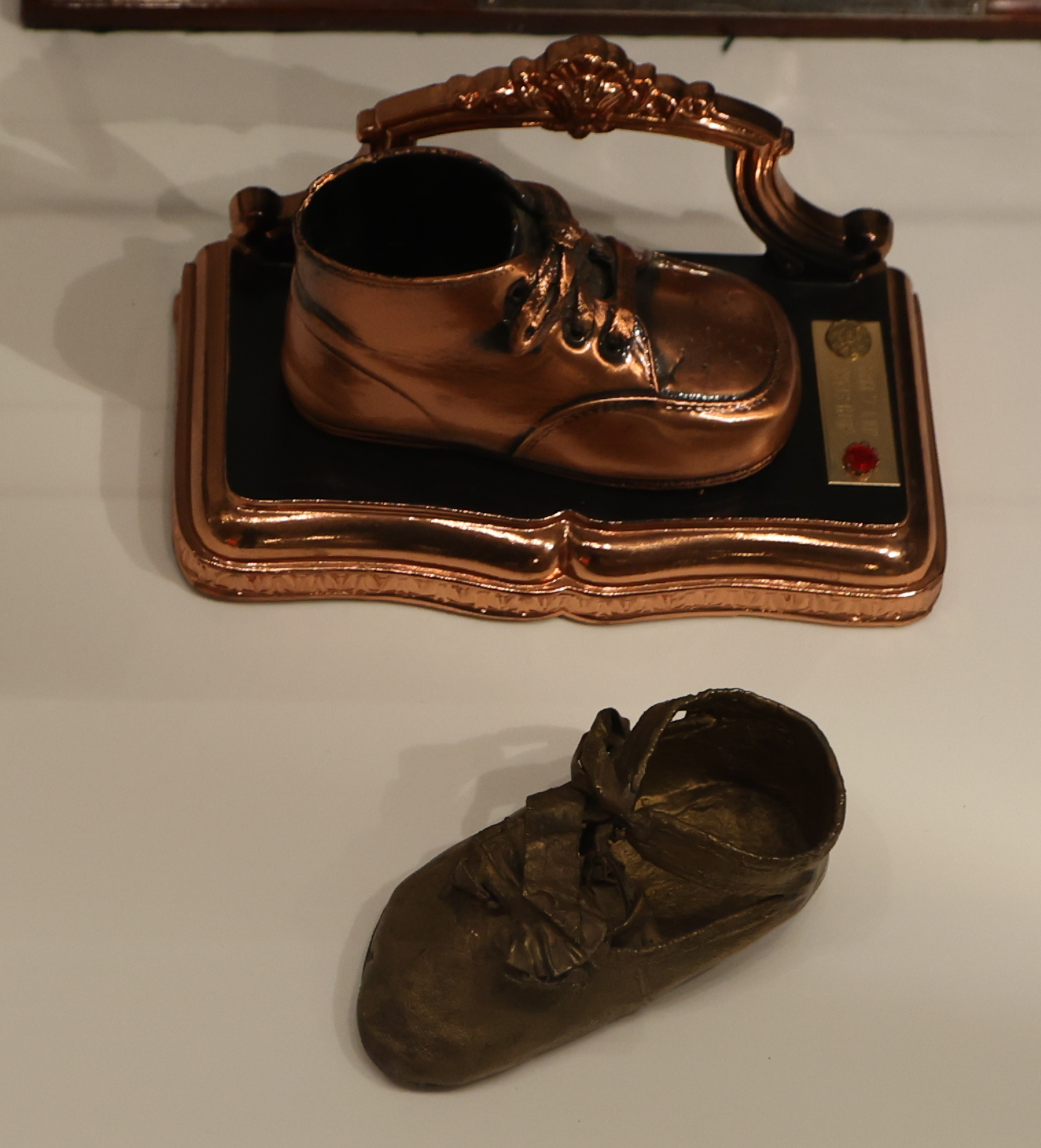
範例：古銅色嬰兒鞋

燙金是一种将金属或非金属等材料表面裝飾成类似青铜的工艺。有些燙金工艺只是在现有的材料表面上涂上粉末状的金属，使其看起来像一个固体金属或另一種金屬的表面。

## 其他鏈接
貼金